# Дарк Транкуилити
„Дарк Транкуилити“ е група от град Билдал, Швеция – сред най-стабилните в страната, нареждана сред пионерите на мелодичния дет метъл.

## Биография
DT се сформират през 1989 г. като траш метъл група на име Septic Broiler и оттогава съставът им е сравнително стабилен. Преди да променят името и стила си, през 1990 записват демо-касетата Enfeebled Earth. През 1993 вокалът им Андерш Фриден напуска групата и се присъединява към Ин Флеймс. Микаел Стане, който дотогава свири на ритъм китара и пее беквокал, става главен вокал, а Фредрик Йохансон бива нает за ритъм-китарист.
Преди да издадат албума си от 1999 Projector (по-късно номиниран за шведска награда Грами), Йохансон е изгонен от групата поради несериозност. Мартин Хенриксон, дотогава басист, поема ролята му, и към Дарк Транкуилити се присъединяват новият басист Михаел Никласон и клавиристът Мартин Брендстрьом. По това време подписват и договор с Century Media. Оттогава, съставът и стилът на групата остават стабилни, смесвайки бързи китарни рифове с хармонични електронни клавири и прецизни ритми под абстрактните текстове на Стане.
От 1995 до 2002, всички записи на DT са продуцирани от Фредрик Нордстрьом, един от водещите мелодик дет продуценти. След 2002, всеки албум на групата е самопродуциран с изключение на последния – Fiction, издаден през 2007 и ко-продуциран с друг известен музикален продуцент в този стил – Туе Мадсен.

## Състав

### Настоящ състав
- Микаел Стане – вокали (1994-наши дни), китара (1986 – 1994)
- Никлас Сундин – китара (1989-наши дни)
- Мартин Хенриксон – китара (1998-наши дни), бас китара (1989 – 1998)
- Мартин Брендстрьом – клавири и електроника (1998-наши дни)
- Андерш Иварп – барабани (1989-наши дни)

### Бивши членове
- Михаел Никласон – бас китара (1998 – 2008)
- Андерш Фриден – вокали (1989 – 1993)
- Фредрик Йохансон – китара (1993 – 1998)
- Даниел Антонсон – бас китара (2008 – 2013)

### Сесийни музиканти
- Робин Енгстрьом – барабани (турне 2001)

### Гост-музиканти
- Ана-Кайса Авехал (Skydancer)
- Ева-Мари Ларсон (The Gallery)
- Сара Свенсон (The Mind's I)
- Йохана Андерсон (Projector)
- Нел Зигланд (Fiction)

## Дискография

### Студийни албуми
- Skydancer (1993)
- The Gallery (1995)
- The Mind's I (1997)
- Projector (1999)
- Haven (2000)
- Damage Done (2002)
- Character (2005)
- Fiction (2007)
- We Are the Void (2010)
- Construct (2013)
- Atoma (2016)
- Moment (2020)

### EP и сингли
- A Moonclad Reflection (1992)
- Of Chaos and Eternal Night (MCD, 1995)
- Enter Suicidal Angels (MCD, 1996)
- Lost to Apathy (EP, 2004)
- Focus Shift (сингъл, 2007)

### Други
- Skydancer/Of Chaos and Eternal Night (преиздаване, 2000)
- Exposures - In Retrospect and Denial (компилация, 2004)

### DVD и видео
- Zodijackyl Light (VHS, 1996)
- World Domination (VHS, 1998)
- Live Damage (DVD, 2003)

### Демозаписи
- Enfeebled Earth (1989 под името Septic Broiler)
- A Trail of Life Decayed (1991, преиздаден през 1992)
- Tranquillity (1993, касетна компилация, съдържаща A Trail of Life Decayed и A Moonclad Reflection)